# Gfortran
gfortran — название компилятора языка программирования Фортран, входящего в коллекцию компиляторов GNU. gfortran заменил компилятор g77, разработку которого остановили после выхода GCC версии 4.0. Новый компилятор включает в себя поддержку Fortran 95 и совместим с большинством языковых расширений g77, что позволяет ему стать превосходной заменой старой версии компилятора.
Экспериментальная версия gfortran включалась в версии GCC 4.0.x, но только с версии GCC 4.1 gfortran можно назвать полноценным инструментом разработки.
Развитие этого компилятора продолжается совместно с остальными компонентами GCC. gfortran был ответвлён от проекта g95 в январе 2003, который стартовал в начале 2000 года. Как утверждают разработчики GCC, эти две кодовые базы имеют слишком большие различия.